# Église Sainte-Anne-des-Lombards de Naples
L'église Sainte-Anne-des-Lombards, anciennement Notre-Dame-du-Mont-des-Oliviers, désigne une église et son couvent attenant, situés sur la place Monteoliveto, dans le centre de Naples. En face de la rue Monteoliveto sur la place se trouve le palais Renaissance d'Orsini di Gravina .

## Histoire
Une première église est construite en 1411 sous la direction de Gurello Orilia ou Origlia, protonotaire du roi Ladislas de Durazzo. Cette église, située près du Palazzo Carafa di Maddaloni, est confiée à l'ordre bénédictin des Olivétains (d'où l'appellation initiale de l'église : Santa Maria di Monte Oliveto, souvent simplifiée en Monteoliveto), dont la maison mère est l'abbaye de Abbaye territoriale Santa Maria de Monte Oliveto Maggiore en Toscane.
L'église est rénovée en 1581 par Domenico Fontana. Au XVIIe siècle, l'église et le couvent sont reconstruits dans un style baroque par Gaetano Sacco.
En 1798, le roi Ferdinand Ier expulse l'ordre olivétain du couvent et de l'église. L'archi-confrérie laïque[pas clair] des Lombardi s'installe dans l'église de Monte Oliveto, bientôt renommée Sant'Anna dei Lombardi, la confrérie ayant perdu sa propre église dédiée à sainte Anne.
En 1805, l'église s'effondre, à la suite d'un tremblement de terre. Cet effondrement détruit notamment un tableau du Caravage qui se trouvait à l’intérieur : La Résurrection du Christ .
L'ensemble du complexe constitue pendant un temps l'un des plus grands monastères d'Italie. La rénovation urbaine des années 1930 contourne l'édifice, laissant une grande partie de la structure d'origine au centre. Ainsi le bureau de poste principal de Naples se trouve à l'extrémité ouest de l'ancien monastère dont l'édifice a été simplement incorporé à l'arrière du bureau de poste de sorte que le monastère semble sortir du bâtiment moderne. À l'extrémité est, l'église est toujours en service, mais le local et la cour du monastère adjacent sont devenus une caserne pour les carabinieri (police nationale italienne).

## Description
La structure de l'église est inhabituelle car la nef n'a pas de transept mais offre une disposition rectangulaire linéaire flanquée de dix chapelles latérales. Le plan initial est attribué à Andrea Ciccione , mais ce plan est modifié plus tard par Fontana, dans un style de la fin de la Renaissance. Son intervention est commémorée dans le portique par un monument.
L'architecte Benedetto da Majano a contribue à la conception et à la décoration des chapelles Piccolomini et Correale. La décoration et la structure de l'église sont du XVIIe siècle. Les reconstructions ultérieures masquent l'architecture gothique d'origine.
Le sanctuaire du XVIe siècle contient notamment des sculptures de Guido Mazzoni, Antonio Rossellino, Benedetto da Majano et Giovanni da Nola. Des détails gothiques sont encore conservés sur le tombeau de Domenico Fontana. L'autel est réalisé par Giovan Domenico Vinaccia d'après un dessin de Bartolomeo et Pietro Ghetti.
À l'embouchure de la place en face de l'église, se trouve une fontaine dite Fontana di Monteoliveto commandée par Pedro Antonio de Aragon à l'architecte Cosimo Fanzago, et complétée en 1699. À son sommet se dresse une statue en bronze de Charles II d'Espagne.

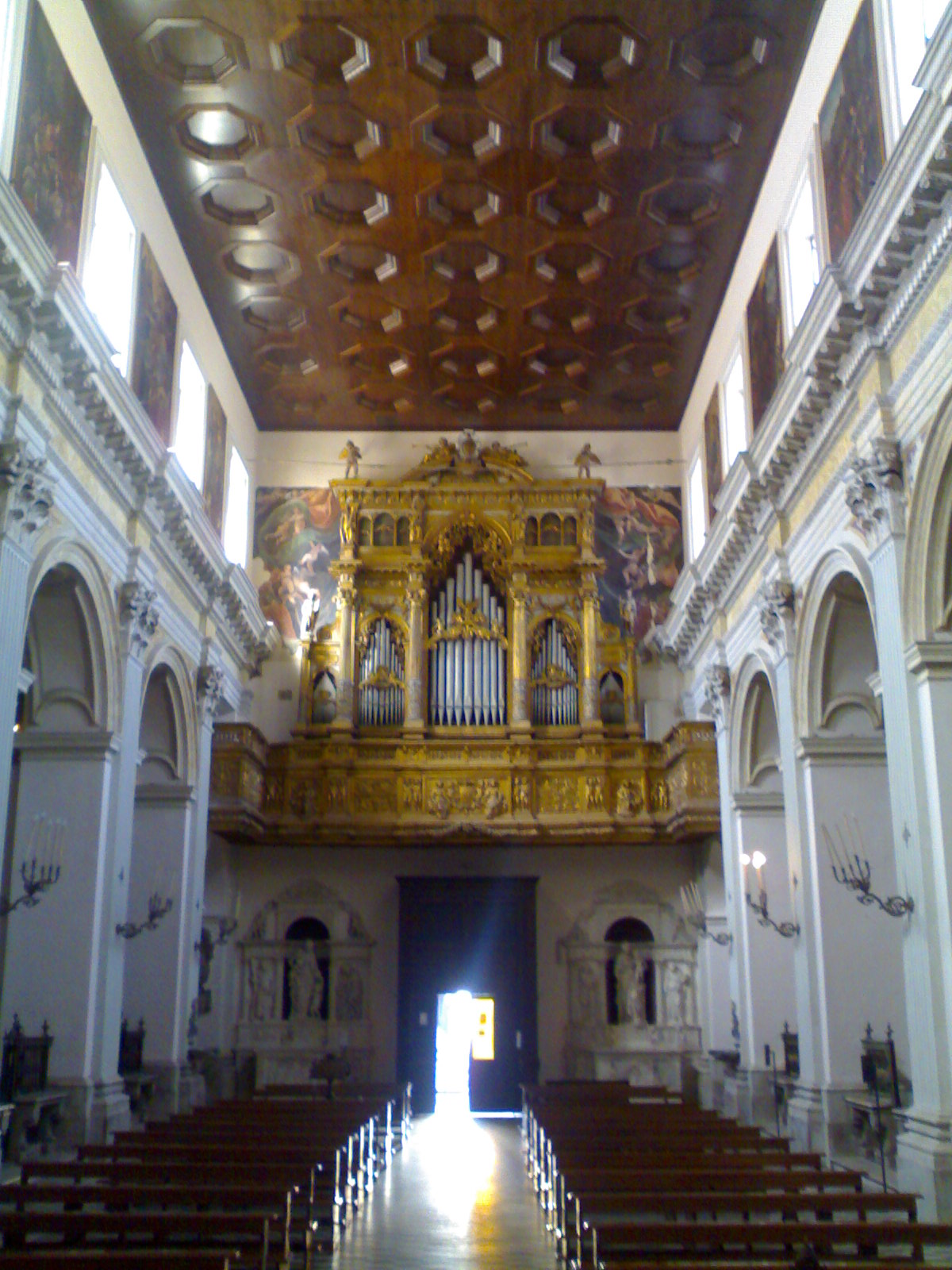
Nef vers la contre-façade.
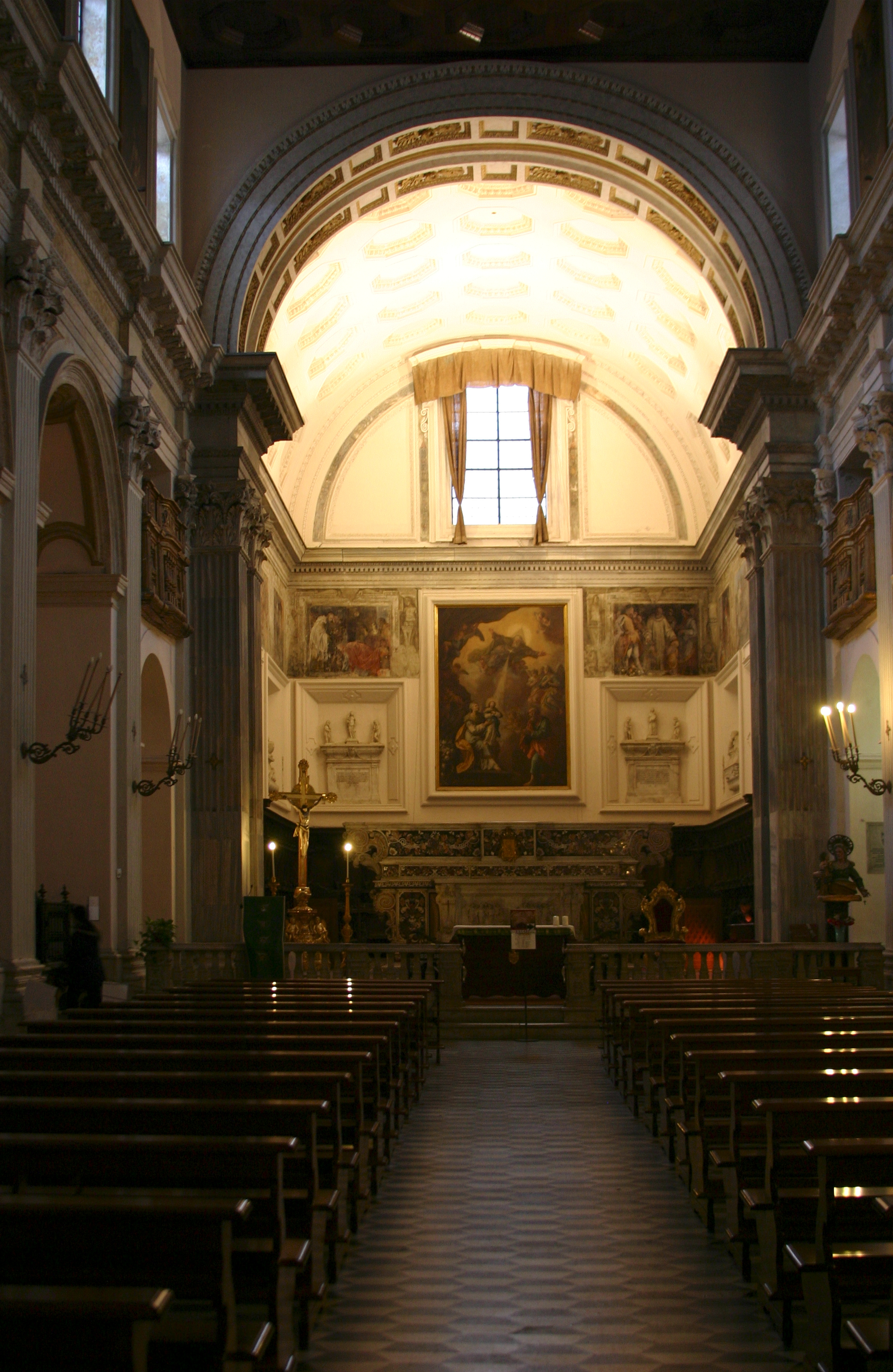
Allée vers l'autel
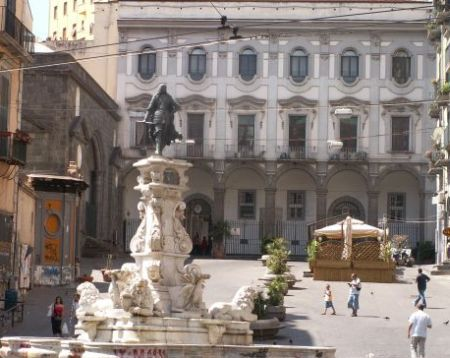
Fontaine de Monteoliveto.

## Côté droit
- Chapelle Mastrogiudice : contient une Vierge à l'enfant avec les saints Jean-Baptiste, Jérôme et Andrea de Giovanni da Nola et des cycles de fresques de Battistello Caracciolo .
- Chapelle de l'Annonciation : à côté de la première, il y a une autre chapelle avec une Vierge à l'Enfant et aux Saints Pierre et Jean Baptiste et un Christ et Saint Pierre sur le lac de Galilée par Girolamo Santacroce .
- Chapelle de Santa Francesca Romana : présente des peintures de la Vie du Saint de Vincenzo Fate et Giovanni Battista Lama, des fresques de Giuseppe Simonelli .
- Chapelle de Saint Antoine de Padoue : Il y a des fresques de la Vie de Saint Antoine de Nicola Malinconico de Saint Antoine de Padoue et de la Prédication de Saint Antoine par Annibale Caccavello .
- Chapelle Scala : contient des tombes de la famille Scala. Les restes sont logés sous la plaque avec des motifs de fleurs placés au centre du sol en marbre. Le mur arrière de la chapelle montre un autel surmonté d'un crucifix en bois par un maître inconnu, ainsi qu'un cycle de fresques sur la Vie du Christ de Nicola Malinconico .
- Chapelle de Saint-Christophe : a un retable de Saint-Christophe de Francesco Solimena, le monument funéraire de Bosco Caesar de Matteo Bottiglieri et des fresques de la vie de Saint-Christophe dans la voûte, de Giuseppe Simonelli .
- Chapelle des orfèvres ( Capella de Orefice), sur le côté de l'abside il y a des fresques représentant des Histoires et Vertus de la Vierge de Luigi Rodriguez . Sur les côtés se trouvent les monuments funéraires d' Antonio Orefice et de son fils Girolamo D'Auria .
- Chapelle Fiodo : Accessible par un passage. Sur les murs latéraux se trouvent des monuments funéraires d' Antonio d'Alessandro, le baron de Cardito diplomate et juriste. Son épouse, l'aristocrate napolitaine Maddalena Riccio (Rizzo) est enterrée à côté de lui. Le tombeau a été conçu et sculpté par Giovanni Tommaso Malvern en 1491. Le monument funéraire d'Antonio Fiodo a été achevé par Francesco da Sangallo et Bernardino del Moro .
- Chapelle du deuil ( Cappella del Compianto ). Après la chapelle Fiodo. Elle abrite la sculpture de la Lamentation sur le Christ mort (1492) de Guido Mazzoni. Sur le mur du fond se trouve un Calvaire de Giuseppe Mastroleo .
- Antichambre qui donne la sacristie: La sacristie de Vasari possède un sol carrelé en majolique, des fresques sur la voûte, un retable de Fabrizio Santafede représentant l' Assomption de la Vierge et un portrait à fresque fresque d'un moine Olivetan, par Giorgio Vasari .
- Sacristie de Vasari : Par un passage à travers la chapelle Fiodo. La sacristie présente des fresques de style Renaissance toscane peintes par Giorgio Vasari, ainsi que des stalles en bois décorées d'incrustations en bois (1506–1510) par Fra Giovanni da Verona .

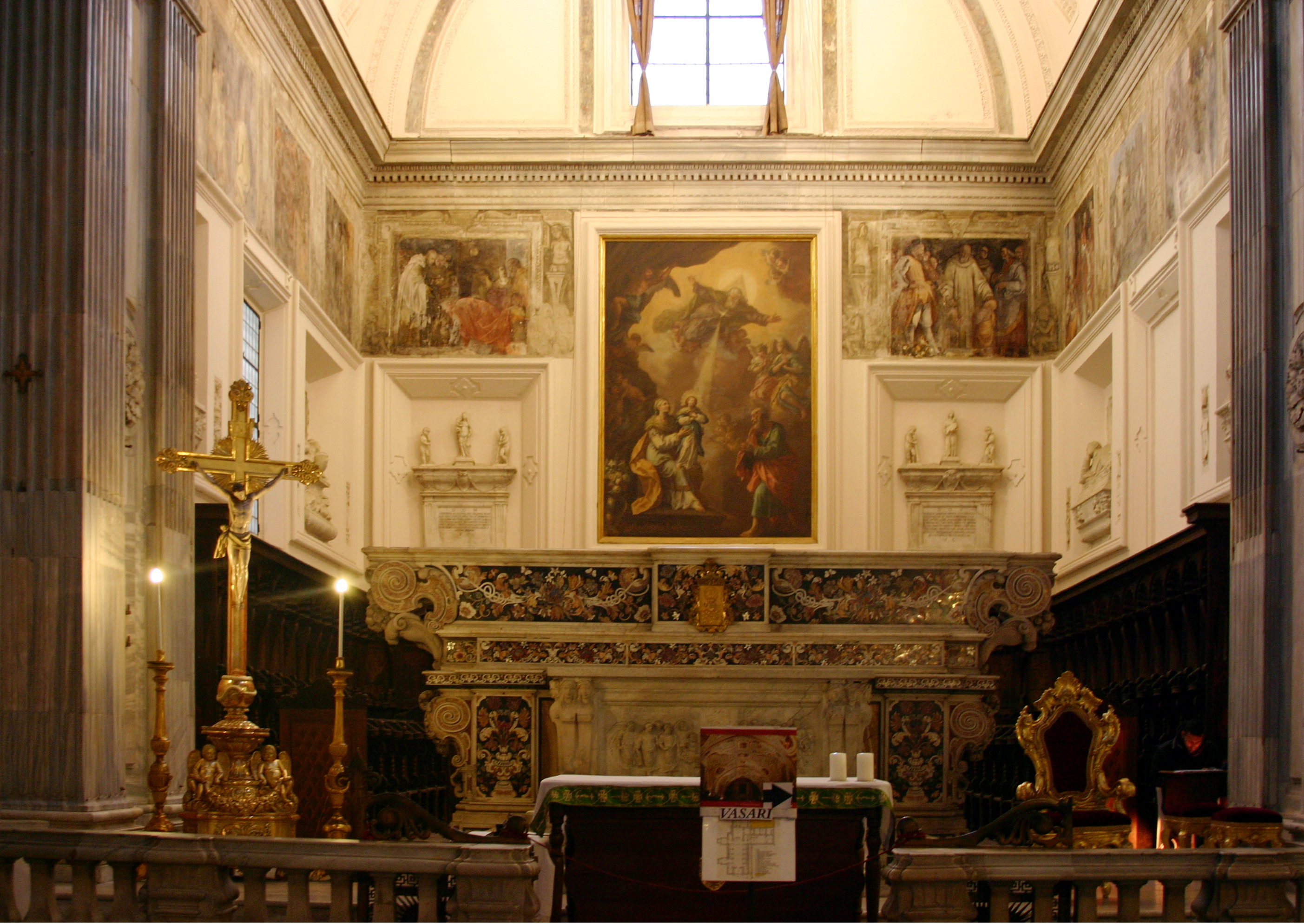
Autel principal
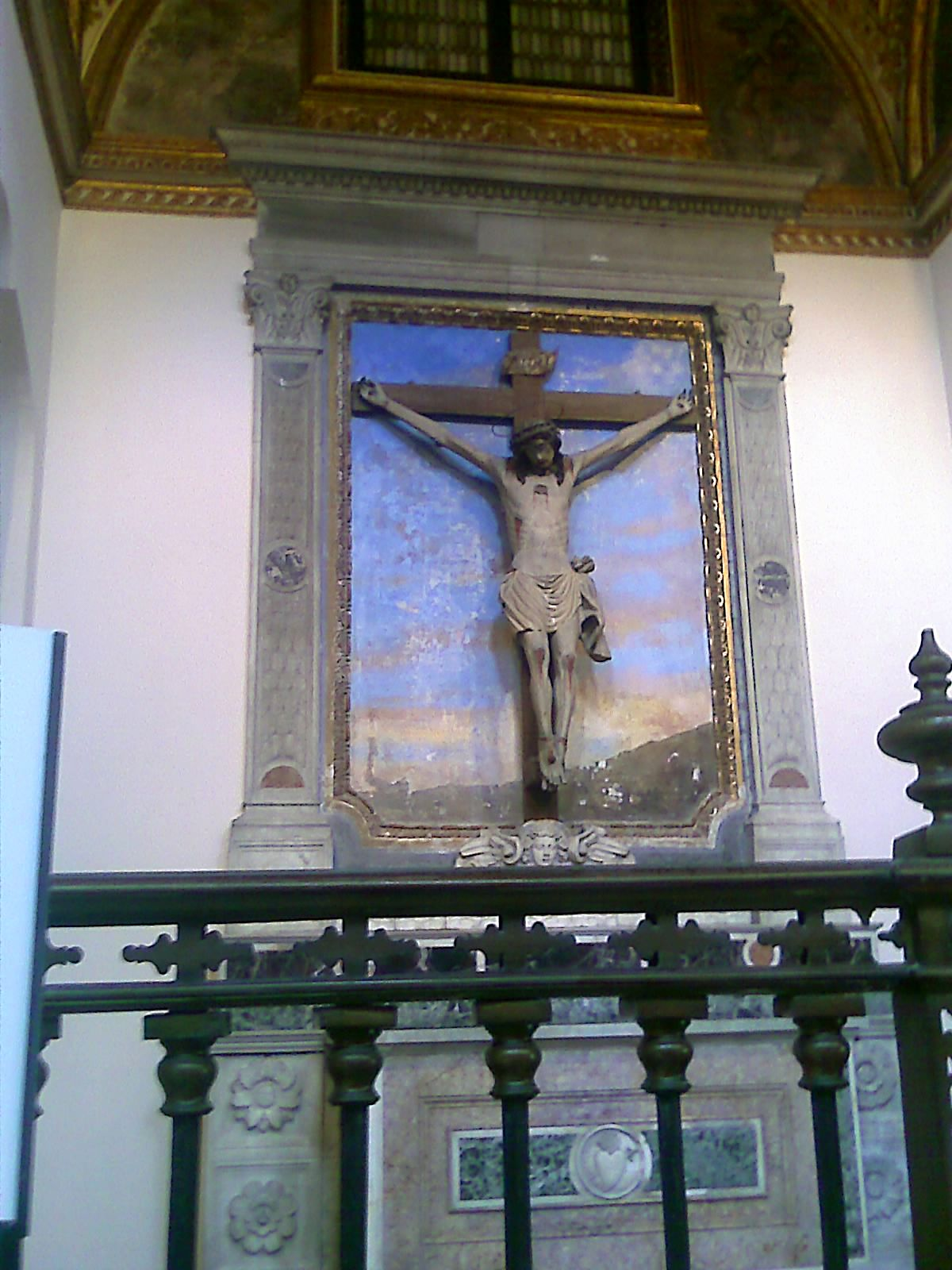
Chapelle Scala - le crucifix
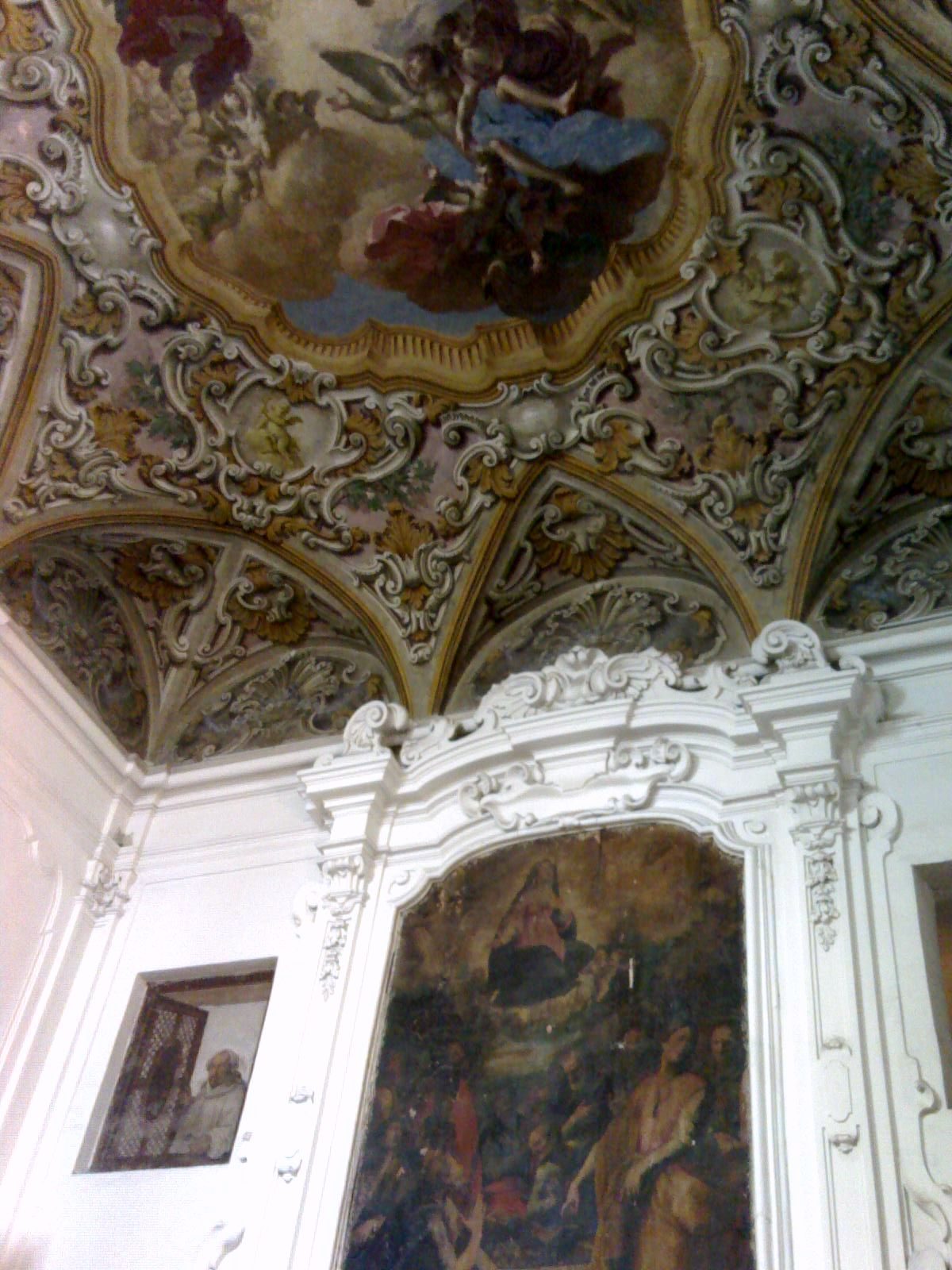
Antichambre de la sacristie de Vasari

## Côté gauche

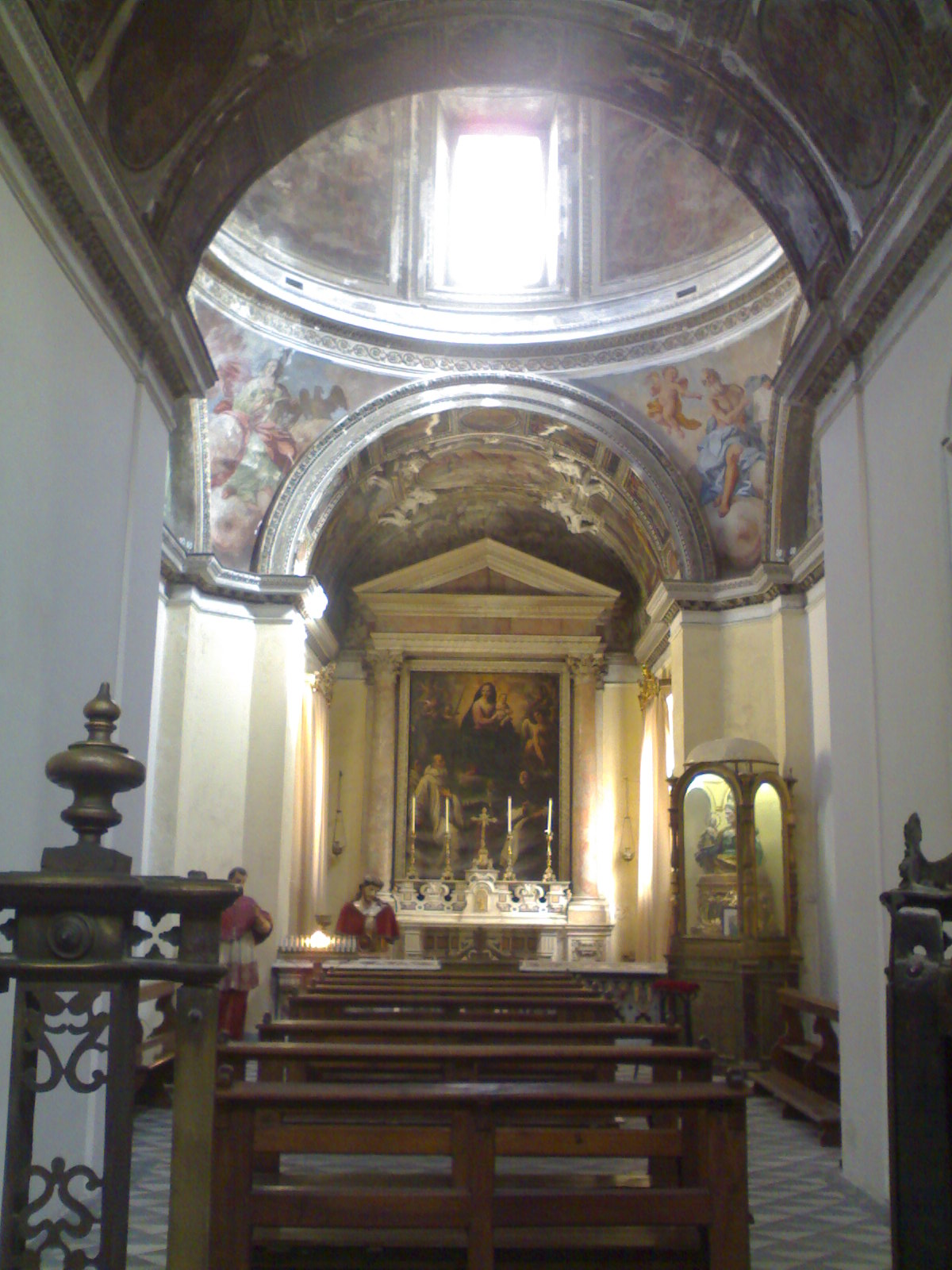
Chapelle des Avalos

- Chapelle de Tolosa (dans le transept gauche, accessible par le passage). Les fresques sont Cristoforo Scacco di Verona et la toile de Reginaldo Piramo da Monopoli . La terre cuite provient probablement de l'atelier Della Robbia, à l'origine destinée à la Cappella Piccolomini.
- Chapelle Piccolomini : Cette chapelle est un exemple typique de Architecture de la Renaissance toscane. La chapelle a été achevée par Giuliano da Maiano, Benedetto da Majano et Antonio Rossellino et est semblable à la Chapelle du cardinal du Portugal de la Basilique San Miniato al Monte à Florence .
- Chapelle d'Avalos : contient un retable représentant la Vierge à l'Enfant avec les saints Benoît et Thomas (1606) de Fabrizio Santafede. Des fresques sur le dôme et le tambour sont des Histoires de l'Ancien et du Nouveau Testament de Giovanni Antonio Arditi et Antonio Sarnelli .
- Chapelle de Santi Mauro e Placido : contient un retable de la Vierge à l'Enfant avec les saints Mauro et Placido (1708) de Paolo de Matteis. Les fresques au plafond et les lunettes représentant la Gloire et la Vie des saints Mauro et Placido ont été peintes par Nicola Malinconico. Les murs latéraux ont deux monuments commémoratifs: à gauche, une tombe dédiée à Jean et Charles Rapario avec une représentation de la Flagellation par un maître napolitain inconnu de 1576, l'autre tombe dédiée à Grazia Cavaniglia est de Giacomo della Pila .
- Chapelle Porcinari : contient des œuvres de Paolo de Matteis, Francesco di Maria, Pacecco de Rosa et Carlo Rosa .
- Chapelle de Saint-Jean-Baptiste : contient une sculpture de Jean-Baptiste (1516) de Giovanni da Nola. Les bas-reliefs de l' Annonciation et de la Pietà sont de Giacomo della Pila, tandis que les fresques de la Gloire et de la Vie du saint sont de Paolo de Matteis .
- Chapelle Savarese (sur le côté de l'abside). Sur le mur du devant se trouve une fresque anonyme du XVe siècle et sur les côtés les fresques Remise des Clés à Saint-Pierre et  Saint-Pierre sauvé des Eaux (1608) de Carlo Sellitto.

## Sources
- François de Sade, Viaggio in Italia, Bollati Boringhieri, Traduzione di G. Ferrara degli Uberti,  (ISBN 88-339-1004-0). Florence, 1996.
- Vincenzo Regina, Le chiese di Napoli. Viaggio indimenticabile attraverso la storia artistica, architettonica, letteraria, civile e spirituale della Napoli sacra, Newton e Compton editore, Naples, 2004.
- Napoli sacra. Guida alle chiese della città, Naples (1993-1997)